# الصوت (مجلة)
صحيفة الصوت كانت صحيفة ناطقة بالعربية ومقرها الكويت.

## التاريخ
تأسست مجلة الصوت في عام 2008 وظهر أول عدد منها في 21 تشرين الأول 2008. وأصبحت الصحيفة اليومية الخامسة عشرة في البلاد. وكان يوسف السميط وزير الإعلام الكويتي الأسبق يرأس الصحيفة.
ومع ذلك، توقفت مجلة الصوت في كانون الثاني 2009 لأسباب اقتصادية.

## طالع أيضًا
- قائمة الصحف في الكويت